# Kcynia (gmina)
Kcynia – gmina miejsko-wiejska w Polsce położona w województwie kujawsko-pomorskim, w powiecie nakielskim. W latach 1975–1998 gmina administracyjnie należała do województwa bydgoskiego.
Siedzibą gminy jest Kcynia.
Według danych z 30 czerwca 2004 gminę zamieszkiwało 13 796 osób.

## Struktura powierzchni
Według danych z roku 2002 gmina Kcynia ma obszar 297,02 km², w tym:
- użytki rolne: 71%
- użytki leśne: 20%

Gmina stanowi 26,51% powierzchni powiatu.

## Ochrona przyrody
Na terenie gminy znajduje się rezerwat przyrody Grocholin chroniący fragment lasu łęgowego.

## Demografia

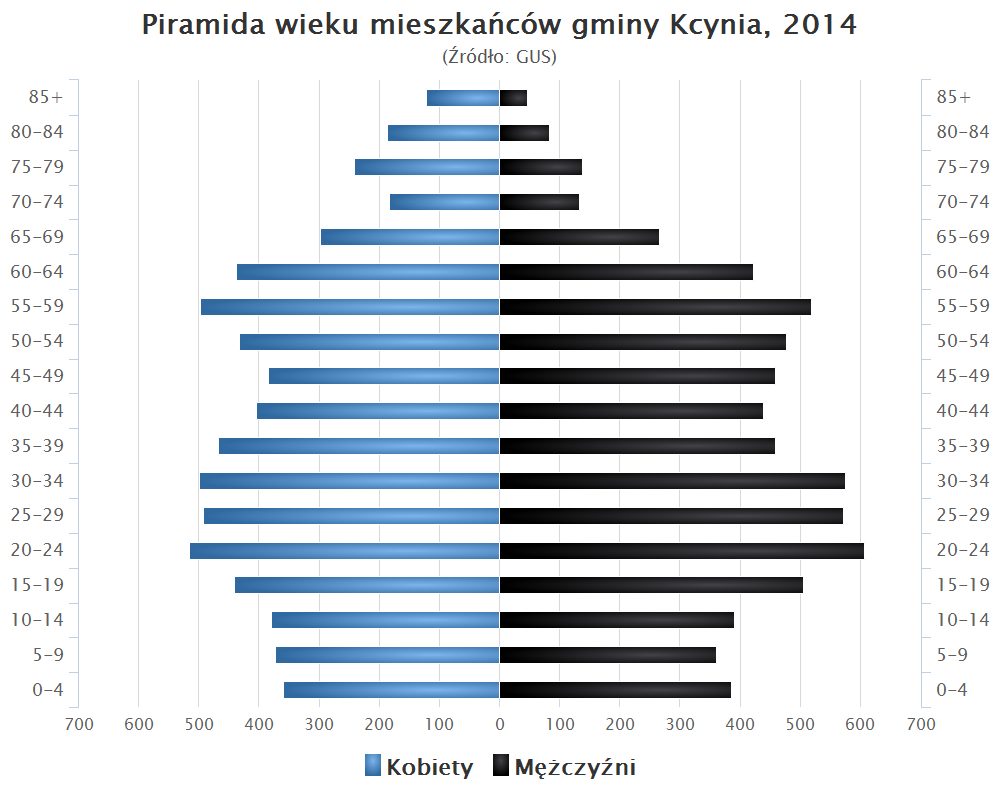
Piramida wieku mieszkańców gminy Kcynia w 2014 roku

Dane z 30 czerwca 2004:
| Opis                              | Ogółem | Ogółem | Kobiety | Kobiety | Mężczyźni | Mężczyźni |
| --------------------------------- | ------ | ------ | ------- | ------- | --------- | --------- |
| jednostka                         | osób   | %      | osób    | %       | osób      | %         |
| populacja                         | 13 796 | 100    | 6871    | 49,8    | 6925      | 50,2      |
| gęstość zaludnienia (mieszk./km²) | 46,4   | 46,4   | 23,1    | 23,1    | 23,3      | 23,3      |

## Zabytki
Wykaz zarejestrowanych zabytków nieruchomych na terenie gminy:
- zespół pałacowy z pierwszej połowy XIX w. w Chwaliszewie, obejmujący: pałac; park; zabudowania gospodarcze, nr 187/A z 15.01.1986 roku
- zespół dworski z drugiej połowy XIX w. w Dobieszewie, obejmujący: dwór; gorzelnię z ok. 1897-1900; park, nr A/354/1-3 z 15.03.1993 roku
- pałac z ok. 1870 roku w Górkach Dębskich, nr 102/A z 18.12.1981 roku
- zespół pałacowy w Grocholinie, obejmujący: pałac z pierwszej połowy XIX w., park, dwór obronny z XVII w., nr A/1003/1-3 z 08.02.1993 roku
- kościół parafii pod wezwaniem św. Michała Archanioła z 1631 roku w Kcyni, nr AK-I-11a/244/33 z 10.03.1933 roku
- zespół klasztorny karmelitów z drugiej połowy XVIII w. w Kcyni, obejmujący: kościół pod wezwaniem Matki Boskiej Wniebowziętej, klasztor, króżganek, nr AK-I-11a/245/33 z 10.03.1933 roku
- zespół cmentarny przy ul. Dworcowej 1 w Kcyni, obejmujący: cmentarz rzymskokatolicki parafii św. Michała Archanioła z pierwszej połowy XIX w.; kaplica; mauzoleum; mauzoleum rodziny Miecznikowskich, nr A/366/1-4 z 01.07.1993 roku
- cmentarz rzymskokatolicki parafii św. Michała (starsza część) przy ul. Nakielskiej w Kcyni, nr A/367/1 z 01.07.1993 roku
- dom z 1836 roku przy ul. Rynek 8 w Kcyni, nr A-26 z 3.07.2000 roku
- zespół dworski z pierwszej połowy XIX w. w miejscowości Mechnacz, obejmujący: dwór; park, nr A/361/1-2 z 07.05.1993 roku
- zespół dworski z drugiej połowy XIX w. w Miastowicach, obejmujący: dwór; park; gorzelnię, nr 153/A z 05.06.1985 roku
- pałac z ok. 1870 roku w miejscowości Rozpętek, nr 98/A z 18.12.1981 roku
- zespół dworski z drugiej połowy XIX w. w Siernikach: dwór z 1876; park z przełomu XVIII/XIX w., nr 189/A z 15.01.1986 roku
- zespół dworski w Smoguleckiej Wsi, obejmujący: dwór z końca XVIII w.; park z drugiej połowy XIX w., nr 188/A z 15.01.1986 roku
- zespół dworski z połowy XIX w. w miejscowości Tupadły, obejmujący: dwór; park, nr 191/1 z 15.01.1986 roku
- zespół dworski w miejscowości Żurawia, obejmujący: dwór z drugiej połowy XIX w.; park z XIX/XX w.; spichrz z połowy XIX w., nr 190/A z 15.01.1986 roku

## Sołectwa
Chwaliszewo, Dębogóra, Dobieszewko, Dobieszewo, Dziewierzewo, Elizewo, Głogowiniec, Górki Zagajne, Grocholin, Gromadno, Iwno, Karmelita, Kazimierzewo, Laskownica, Ludwikowo, Łankowice, Malice, Miastowice, Mieczkowo, Nowa Wieś Notecka, Palmierowo, Paulina, Piotrowo, Rozpętek, Sierniki, Sipiory, Słupowa, Słupowiec, Smogulecka Wieś, Studzienki, Suchoręcz, Szczepice, Tupadły, Turzyn, Żarczyn, Żurawia.

## Pozostałe miejscowości
Bąk, Czerwoniak, Górki Dąbskie, Józefkowo, Karolinowo, Kowalewko, Kowalewko-Folwark, Krzepiszyn, Miaskowo, Mycielewo, Rozstrzębowo, Rzemieniewice, Skórzewo, Stalówka, Suchoręczek, Ujazd, Weronika, Włodzimierzewo, Zabłocie.

## Sąsiednie gminy
Gołańcz, Nakło nad Notecią, Sadki, Szubin, Wapno, Wyrzysk, Żnin.

## Administracja
Kcynia jest członkiem stowarzyszenia Unia Miasteczek Polskich.